# 風ぐるま (みんなのうた)
「風ぐるま」（かざぐるま）は、日本の歌。作詞はやまだごらう（やまだごろう）、作曲および編曲は宮崎尚志。歌唱は小林幸子。出版者はNHK出版。
1984年8月から9月にNHKの歌番組『みんなのうた』で放送された。
1996年に同番組で放送された「かざぐるま」（作詞：森川ゆう、作曲：水森英夫、編曲：伊戸のりお、歌：永井みゆき）とは異なる。

## 概要
夜空に輝く星の光は何万年も何億年も前のものであるという神秘に心を打たれ、大昔の人々に思いを馳せる。古川タクのアニメーションでは、手に風車を持った少女が夜の町に佇んでおり、この少女の心象であることが示唆される。アニメーション全体としては古代エジプトや中南米の古代文明を思わせるものとなっている。その演出は幼い子供たちに恐怖をあたえることもままあったが、総じて評価は高い。しかし、2017年現在時点ではCDなどにも所収されておらず、小林幸子の歌であるということもあまり知られていない。